# 福澤重文
福澤 重文（ふくざわ じゅうぶん、1976年〈昭和51年〉3月6日 - ）は、日本の俳優。大阪府枚方市出身。所属事務所はオフィスマハロ → Ruby・sue。劇団東京マハロの団員。妻は女優の西慶子。

## 略歴
1995年、NHKドラマ新銀河『ワイン殺人事件25歳の夏』河野孝役でデビュー。1996年、関西芸術座の劇団員になり舞台でも活動。1998年、東京に上京してお笑い芸人（漫才コンビ・ブレイク大臣）として4年半活動。
2003年に28歳の時に東京で俳優活動を再開。その後、吉岡毅志・川岡大次郎・粟島瑞丸らと演劇集団「スプートニク」を結成し4年間活動。2015年には、水野美紀・えのもとぐりむ・宮下貴浩らと演劇ユニット「かくたすのいるところ」を結成して下北沢で公演をするなどの活動をした。2018年、劇団東京マハロの劇団員となり、同年10月、8年半交際していた女優の西慶子との結婚を発表した。
近年では自ら舞台のプロデュース公演を企画。『X劇作家』プロデュースとして今まで、映画・ドラマ・舞台と多くの脚本を手掛けるブラジリィー・アン・山田や、向田邦子賞作家の矢島弘一、女優であり劇作家の水野美紀を招いて3本の舞台作品を上演している。映像作品でも精力的に活動している。
2025年2月1日、Ruby・sueへ移籍した。

## 出演

### テレビドラマ
- ドラマ銀河小説 ワイン殺人事件25歳の夏（1995年、NHK） - 河合健 役
- 連続テレビ小説（NHK）
  - ふたりっ子（1996年） - 船津孝 役
  - 天花（2004年） - 田中善夫 役
  - ちむどんどん 第38話・第39話（2022年） - 審査員・鈴木 役
- 水曜ドラマ 夜会の果て（1997年、NHK） - 青田 役
- よるドラ 笑う三人姉妹（2005年、NHK）
- 仮面ライダーシリーズ（テレビ朝日）
  - 仮面ライダーオーズ/OOO 第3話・第4話（2010年） - 腹時門太 役
  - 仮面ライダーゼロワン 第32話（2020年） - 古澤（イベント会社社長） 役
- 踊る大捜査線 THE LAST TV サラリーマン刑事と最後の難事件（2012年、フジテレビ）
- 白衣のなみだ 第2部 慈命（2013年、東海テレビ） - 三隅潔 役
- 獣医さん、事件ですよ（2014年、日本テレビ）
- S -最後の警官- 第6話・第7話（2014年、TBS）
- 戦力外捜査官 第2話（2014年、日本テレビ）
- 水曜ミステリー9 警視庁特捜対策室 迷宮捜査の女（2015年、テレビ東京） - 阿部刑事 役
- 私という名の変奏曲（2015年、フジテレビ）
- 天才バカボン〜家族の絆（2016年、日本テレビ）
- 私は代行屋!4（2016年、朝日放送テレビ） - 長谷川康行刑事 役
- 恋愛あるある。（2016年、フジテレビ）
- 営業部長 吉良奈津子 第9話（2016年、フジテレビ） - 医者 役
- Chef〜三ツ星の給食〜 第3話（2016年、フジテレビ） - 工事作業員 役
- 地味にスゴイ!校閲ガール・河野悦子 第4話（2016年、日本テレビ） - 警備員 役
- キャバすか学園 第2話・第3話（2016年、日本テレビ） - IT企業社長秘書 役
- 警視庁 ナシゴレン課 第9話（2016年、テレビ朝日） - 刑事 役
- スーパーサラリーマン左江内氏（2017年、日本テレビ） - 大森真一 役
- スカッとジャパン（2017年、フジテレビ）
  - スカッとジャパン～仲直りスカッと・結婚記念日を2年連続忘れた夫～（2018年）
  - スカッとジャパン～新人おばちゃん店員の大逆転（2018年） - 川崎（常連客） 役
  - スカッとジャパン～イマドキ悪女カリナ～（2018年） - 大山和雄 役
  - スカッとジャパン～ファミリースカッと母に本当のことが言えない～（2019年） - 矢野滋 役
- 残酷な観客達（2017年、日本テレビ） - 馬場優斗（中年ニート） 役
- 連続ドラマW（WOWOW）
  - 社長室の冬-巨大新聞社を獲る男- 第4話（2017年） - 不動産屋・店主 役
  - 沈黙法廷 第2話（2017年） - 伊藤（埼玉県警捜査一課・巡査部長） 役
  - パンドラIV AI戦争 第3話（2018年） - 外科医 役
  - オペレーションZ 第5話（2020年） - 高遠三郎 役
  - トッカイ・不良債権特別回収部 第11話・第12話（2021年） - 刑事 役
- 全力失踪 第1話・第2話（2017年、NHK BSプレミアム） - 町田伸也 役
- 土曜ドラマ24 居酒屋ふじ 第11話・第12話（2017年、テレビ東京） - プロデューサー 役
- 男の操 第2話（2017年、NHK BSプレミアム） - IT企業の面接官 役
- 民衆の敵〜世の中、おかしくないですか!?〜 第7話（2017年、フジテレビ） - 青島 役
- 金曜プレミアム 赤い霊柩車・㊲（2017年、フジテレビ） - 製薬会社社員 役
- 世にも奇妙な物語（フジテレビ）
  - '18春の特別編「不倫警察」（2018年） - 葛木良男仲間・B 役
  - '21秋の特別編「優等生」（2021年） - 宮本昭雄 役
- 逃亡花（2018年、BSジャパン） - 市川 役
- 木ドラ25 スモーキング 第6話・第7話・第11話（2018年、テレビ東京） - ヤクザ（毛沼の部下） 役
- 木曜劇場 グッド・ドクター 第3話（2018年、フジテレビ） - 救命医（東郷記念病院） 役
- ドラマJ 極道めし 第3話（2018年、テレビ東京） - 客 役
- 健康で文化的な最低限度の生活 第5話（2018年、フジテレビ） - 医師（島岡雷の同僚） 役
- THE突破ファイル～屋根裏コウモリ退治夫婦～（2018年、日本テレビ） - ホームセンター店員 役
  - 究極突破ファイル～税関ロードローラー（2019年、日本テレビ） - 中年男 役
- サイレント・ヴォイス 行動心理捜査官・楯岡絵麻 第9.5話（2018年、BSテレビ東京） - 宇崎晋（バンドマン） 役
  - サイレント・ヴォイス スピンオフ「行動心理捜査官・綿貫＆シオリ」（2020年、BSテレビ東京） - 局P 役
- 三匹のおっさん 新春ドラマスペシャル（2019年、テレビ東京） - 大森（ヤクザの手下） 役
- ドラマ25 日本ボロ宿紀行 第7話（2019年、テレビ東京） - 石田由紀夫（モンキーパーク職員） 役
- 節約ロック 第1話（2019年、日本テレビ） - 宮田（バンドマン） 役
- トレース～科捜研の男～ 第5話（2019年、フジテレビ） - 医師 役
- 金曜8時のドラマ（テレビ東京）
  - 記憶捜査〜新宿東署事件ファイル〜 第4話（2019年） - 運転手 役
    - 記憶捜査～新宿東署事件ファイル～ スペシャルドラマ（2020年） - 渡部悟（警視庁・鑑識課）役
    - 記憶捜査2〜新宿東署事件ファイル〜 第3話・第4話（2020年） - 渡部悟（警視庁・鑑識課） 役

  - 駐在刑事 第1話（2020年） - 奥田太 役
  - らせんの迷宮～DNA科学捜査～ 第3話（2021年） - 木元亮二（緑木交番・警察官） 役
- ボイス 110緊急指令室（2019年、日本テレビ） - 島田康彦 役
  - ボイスII 110緊急指令室（2021年、日本テレビ） - 島田康彦 役
- ルパンの娘 第9話（2019年、フジテレビ） - 三枝夏彦 役
- 監察医 朝顔 第11話（2019年、フジテレビ） - 歯科医 役
- 木曜ドラマF チート〜詐欺師の皆さん、ご注意ください〜 第8話（2019年、読売テレビ・日本テレビ） - 内山剛太 役
- 同期のサクラ 第8話（2019年、日本テレビ） - 量販店の店員 役
- 10の秘密 第1話（2020年、フジテレビ） - 刑事 役
- オトナの土ドラ→土ドラ（東海テレビ・フジテレビ）
  - パパがも一度恋をした 第1話（2020年） - まんぷく弁当の店主 役
  - バントマン 第1話・第3話（2024年10月12日・26日） - 池前篤郎 役[10]
- カンテレドラマらぼ そして、ユリコは一人になった（2020年3月6日 - 4月24日、関西テレビ） - 東田福助 役[11]
- 100文字アイデアをドラマにした! 第6話（2020年、テレビ東京） - 会社上司 役
- BG〜身辺警護人〜 第1話（2020年、テレビ朝日） - 記者 役
- 35歳の少女 第1話・第3話・第4話（2020年、日本テレビ） - 桑原雄太（大手広告代理店） 役
- 極主夫道 第3話（2020年、日本テレビ） - グルメ番組ディレクター 役
- 逆転人生 第69話（2020年、NHK） - 医者 役
- 大河ドラマ（NHK） 
  - 麒麟がくる 第34回（2020年） - 店主 役
  - べらぼう〜蔦重栄華乃夢噺〜 第18回（2025年） - 医者 役[12][13]
- 七人の秘書 第4話（2020年、テレビ朝日） - スーパーの店員 役
- シンギュラリTV2043（2020年、BSフジ〈土曜+1〉）
- ざんねんないきもの事典・イイズナ編 第12話（2020年、テレビ東京） - 神田三郎（商事会社専務取締） 役
- スペシャルドラマ おもひでぽろぽろ（2021年、NHK） - あべの父親 役
- レッドアイズ 監視捜査班（2021年、日本テレビ） - 石津渉（屋台店主） 役
- 真夜中ドラマ 高嶺のハナさん 第1話・第3話（2021年、BSテレビ東京） - 阿久津ススム（ミツバチ製菓部長） 役
- 土曜ナイトドラマ 泣くな研修医 第2話（2021年、テレビ朝日） - 隆治の父親 役
- 特捜9 Season4 第5話（2021年、テレビ朝日） - 関根薫 役
- 水ドラ25（テレビ東京）
  - 八月は夜のバッティングセンターで。 第1話（2021年） - 苅部耕平 役
  - ソロ活女子のススメ2 第7話（2022年） - 湯守人 役
- ドラマ24 スナック キズツキ 第1話（2021年、テレビ東京） - 上司 役
- サムライカアサン 第4話（2021年、日本テレビ） - 商店街スタッフ 役
- 木ドラ24 真夜中にハロー! 第3話（2022年、テレビ東京） - 会社上司 役
- ドラマ10 しもべえ（2022年、NHK） - 黒岩信吾 役
- 今どきの若いモンは 第5話・第19話（2022年、WOWOW） - 小宮（三ツ橋商事社員） 役
- 警視庁強行犯係 樋口顕『燐情 』（2022年、テレビ東京） - 春山洋平 役
- 雪国 -SNOW COUNTRY-（2022年、NHK） - 駒子の旦那 役
- 家庭教師のトラコ 第4話（2022年、日本テレビ） - 代行業の夫 役
- 親愛なる僕へ殺意をこめて 第1話（2022年、フジテレビ） - 鑑識 役
- スーパー戦隊シリーズ（テレビ朝日）
  - 王様戦隊キングオージャー 第1話 - 第49話（2023年3月5日 - 2024年2月18日） - ボシマール 役[14]
  - 爆上戦隊ブンブンジャー バクアゲ41（2024年12月15日） - サッカー協会副会長 役[15]
- 土曜ドラマ やさしい猫 第2話・第4話（2023年、NHK） - 杉浦崇 役
- 初恋、ざらり（2023年、テレビ東京） - 千葉聡 役
- 転職の魔王様 第8話（2023年、フジテレビ） - 面接官 役
- 大奥 Season2 医療編 第13話（2023年、NHK） - 上役 役
- 相棒 Season22 第10話（2024年1月1日、テレビ朝日） - 姉小路仁 役
- 離婚しない男-サレ夫と悪嫁の騙し愛- 第5話・第7話（2024年2月18日・3月2日、テレビ朝日） - 司馬マサトの父 役
- テレビ報道記者-ニュースをつないだ女たち-（2024年3月5日、日本テレビ）- 河合功 役
- ドラマフィル 奪われた僕たち 第1話（2024年4月12日、毎日放送）[16] - オレンジ男 役
- 日曜ドラマ 降り積もれ孤独な死よ 第2話（2024年7月14日、読売テレビ・日本テレビ）[17] - 永野 役
- 土曜ドラマ Shrink―精神科医ヨワイ― 最終話（2024年9月14日、NHK）- 常連客 役
- ドラマNEXT 五十嵐夫妻は偽装他人（2025年1月9日 - 、テレビ東京）- 三屋陽平 役[18]

テレビ）

### ウェブドラマ
- 日本をゆっくり走ってみたよ 第11話 - 第13話（2017年、Amazonプライム・ビデオ） - 門司 役
- 拝みや怪談 第4話（2018年、dTV） - 野木誠次（食堂店主） 役
- 不能犯 第2話（2018年、dTV） - 鑑識 役
- 特命係長・只野仁 第51話（2018年、AbemaTV） - 刑事 役
- トドメのパラレル 第8話（2018年、Hulu） - 警察官 役
- パラレルスクールDAYS 第6話・第11話（2019年、Y!mobileドラマ） - 高校教師 役
- 列島制覇～非道のうさぎ～ 第6話（2021年、U-NEXT） - サラリーマン 役
- 新聞記者 第3話・第4話（2022年、Netflix） - 週刊文潮の記者 役
- 王様戦隊キングオージャー ラクレス王の秘密（2023年、YouTube） - ボシマール 役
- Scooper 第1話〜第4話（2025年、BUMPオリジナルドラマ） - 川瀬達也 役
- 推しの罪〜推しを救えるのはヲタクの私〜（2025年7月1日 - 、FOD SHORT）[19] - 佐原光一 役

### 映画
- カントリー・ガール 北海道牧場物語（2000年、福本義人監督）
- Laundry（2001年、森淳一監督）※声の出演
- 刑事まつり"引き刑事"（2003年、堀江慶監督）
- CHARON（2004年、高橋玄監督）
- ローレライ（2005年、樋口真嗣監督）
- 劇場版 超星艦隊セイザーX 戦え!星の戦士たち（2007年、大森一樹監督）
- さくらん（2007年、蜷川実花監督）
- 受験のシンデレラ（2008年、和田秀樹監督）
- ネコナデ（2008年、大森美香監督）
- クジラ 極道の食卓（2009年、横山一洋監督）
- 大阪ハムレット（2009年、光石富士朗監督）
- ハードライフ（2011年、関顕嗣監督）
- 月光ノ仮面（2011年、板尾創路監督）
- 7s/セブンス（2015年、藤井道人監督）
- 火花（2017年、板尾創路監督）
- 記憶屋 あなたを忘れない（2020年、平川雄一朗監督）
- 宇宙でいちばんあかるい屋根（2020年、藤井道人監督） - 担任教師役
- マスカレード・ナイト（2021年、鈴木雅之監督）
- 最後まで行く（2023年、藤井道人監督）
- 映画 サラリーマン金太郎 前編【暁】（2025年1月10日公開、監督：下山天、ライツキューブ） - 菅野知之 役[20]
- 366日（2025年1月10日公開、監督：新城毅彦、松竹 / ソニー・ピクチャーズ エンタテインメント） - 沖縄料理店の店長 役[21]

### CM
- FOXチャンネル「ファンケル内脂サポート」（2019年2月15日 - 2020年8月14日）
- アサヒ飲料「からだ十六茶」（2019年3月26日 - 6月25日、WebCM）
- FOXチャンネル日本予防医薬㈱「イミダペプチドソフトカプセル」（2019年7月15日 - 10月14日）
- インフォマーシャル新日本製薬「青汁」（2019年7月25日 - 2020年1月24日）
- バンダイ「スーパーフーロータイム」
  - 仮面ライダーゼロワン編（2019年9月22日 - 2020年9月21日）
  - 魔進戦隊キラメイジャー編（2020年3月15日 - 2021年3月13日）
  - 仮面ライダーセイバー編（2020年9月22日 - 2021年9月21日）
  - 機界戦隊ゼンカイジャー編（2021年3月14日 - ）
  - 暴太郎戦隊ドンブラザーズ編（2022年3月13日 - ）
  - 爆上戦隊ブンブンジャー 〜パパお帰りなさい〜編（2024年4月7日 - ）
- インフォマーシャル新日本製薬「青汁」（2021年5月24日 - 8月23日）
- リレーション（2021年11月8日 - 、WebCM）

### 舞台
- ProjectDREAMER『世間離れ』（2006年、作・演出：中津留章仁）
- 月蝕歌劇団 東京・大阪連続公演『静かなるドン-魔界・天翔篇-』（2007年、原作：新田たつお、作・演出：高橋英）
- 渋谷ハチ公前『脱ぐ。』（2007年、作・演出：高橋努）
- 演劇集団スプートニク『壊れたラジオ』（2007年、作：じんのひろあき、演出：吉岡毅志）
- あんぽんたん組合『なんせんす』（2008年、赤坂レッドシアター、作・演出：樫田正剛）
- 演劇集団スプートニク『ちょっと行ってきます、宇宙へ。』（2008年、作：羽仁修、演出：中村公平）
- 演劇集団スプートニク『ジェニファー』（2009年、中野ザ・ポケット、作：阿部裕樹、脚色：羽仁修、演出：中村公平）
- 日韓演劇フェスティバル参加作品『ちゃんぽん』（2010年、あうるすぽっと、作：ユン・ジョンファン、演出：森井睦）
- 演劇集団スプートニク『デイドリーム』（2010年、作・演出：演劇集団スプートニク）
- トライフルエンターテインメント『Trifle~reorder~』（2010年、全労災ホール/新宿スペース・ゼロ、作：羽仁修、演出：矢本翼子）
- 劇団たいしゅう小説家×演劇集団スプートニク公演『OH MY ゴースト!!』（2010年、作・演出：吉村ゆう）
- トライフルエンターテインメント『世界征服の作り方』（2010年、座・高円寺2、作：米山和仁、演出：西永貴文）
- 一番星ブラザーズ『スイッチ』（2011年、作：渡辺雄介、演出：越村友一）
- トライフルエンターテインメント『KEEP OUT!』（2011年、シアターサンモール / 名古屋テレピアホール、作：小峯裕之、演出：西永貴文）
- 方南ぐみ企画公演『道』（2011年、俳優座劇場、作・演出：樫田正剛）
- 劇団ピープルシアター『砂のクロニクル』（2011年、原作：船戸与一、作・演出：森井睦）
- HYBRID PROJECT『MIDNIGHT DREAM~機械城奇譚~』（2011年、原作：毛利亘宏、作・演出：佐藤信也）
- 福吉商店+トライフルエンターテインメント『The Radio Show Must Go On~バレルナキケン~』（2011年、作：伊福部崇、演出：吉岡毅志）
- ねねぷろじぇくと『ロミオとシラノとジュリエット』（2012年、プロデュース：仲代奈緒、作・演出：坪田直也）
- トライフルエンターテインメント『PANELISTDRIVE』（2013年、シアターサンモール、作：金房実加、演出：大岩美智子）
- 劇団EXILE『あたっくNO.1』（2013年、青山劇場、作・演出：樫田正剛）
- トライフルエンターテインメント『マティーニ!~ただ今、撮影5時間押し~』（2014年、シアター1010、作・演出：真壁幸紀（ROBOT））
- トライフルエンターテインメント『the Fake Time machine story~ウソヘノトビラ~』（2014年、脚本：伊福部崇、演出：吉岡毅志）
- 2丁拳銃・小堀 主宰ユニット 僕の劇団第2回公演 『嘘つきとキュービスト』（2014年、新宿シアターブラッツ）
- キタムラ印プロデュース公演#5 『ハナレウシ』（2014年、スペース・ゼロ、脚本・演出：キタムラトシヒロ）
- Air studio Produce 『MOTHER~特攻の母 島濱トメ物語』（2014年、新国立劇場、脚本・演出：藤森一朗）
- 下夫の華（2015年、全労済スペースゼロ、脚本・演出：キタムラトシヒロ）
- 空飛ぶ猫☆魂#4「ゴールデン バード バラード」（2015年、新宿シアターブラッツ、脚本・演出：西永貴文）
- スタークコーポレーションプロデュースvol.3 『軋み』（2015年、サンモールスタジオ、脚本・演出：ブラジリィー・アン・山田）
- かくたすのいるところ第1回公演不条理スケッチ集『オオカミとイヌ』（2015年、脚本：水野美紀・えのもとぐりむ、演出：水野美紀）
- トライフルエンターテインメントプロデュース『魔王ロス症候群』（2015年、シアターサンモール、脚本：伊福部崇、演出：伊勢直弘）
- 劇団居酒屋ベースボール『ソウサイノチチル』（2016年、作・演出：えのもとぐりむ）
- 演劇ユニット キャットミント隊『アンジェラ』（2016年、新宿村LIVE、脚本：キタムラトシヒロ、演出：拝田ちさと）
- かくたすのいるところ第2回公演『アンダードッグ』（2016年、下北沢B1、脚本：水野美紀・えのもとぐりむ、演出：水野美紀）
- 東京マハロ『エリカな人々』（2016年、赤坂レッドシアター、作・演出：矢島弘一）
- THE BANBI SHOW～1stSTAGE～（2016年、新宿村LIVE、作・演出：増本庄一郎、主演：板尾創路）
- 劇団ユニットキャットミント隊『人魚外伝』（2016年9月15日 - 19日、シアターサンモール、脚本・演出：拝田ちさと）
- プロペラ犬第7回公演『珍渦虫』（2016年10月27日 - 11月8日、下北沢ザ・スズナリ、作：水野美紀・えのもとぐりむ、演出：水野美紀）
- 東京マハロ10周年記念『紅をさす』（2016年12月7日 - 14日、東京芸術劇場シアターウエスト、作・演出：矢島弘一）
- 東京マハロ「あるいは真ん中に座るのが俺」（2017年5月3日 - 7日、赤坂レッドシアター、作・演出：矢島弘一）
- ありふれた関係（福澤重文・宮下貴浩×劇作家 第一回公演、2017年6月7日 - 12日、下北沢リバティー、作・演出：ブラジリィー・アン・山田） - 主演[22]
- THE BANBI SHOW～2stSTAGE～（2017年、CBGKシブゲキ!!、作・演出：増本庄一郎、主演：板尾創路）
- 東京マハロ「明日、泣けない女/昨日、甘えた男」（2018年1月18日 - 28日、東京芸術劇場シアターウエスト、作・演出：矢島弘一）
- トライフルエンターテイメント『閉店拒否』（2018年3月14日 - 21日、シアターサンモール、脚本：亀田真二郎、演出：きだつよし）
- 詠み人知らづ第一回公演「空気 空気 空気って!」（2018年8月30日 - 9月2日、シアタープラッツ、脚本：西島功輔、演出：高梨由）
- オムイズム第一回公演「ファミレス」（2018年9月20日 - 24日、中目黒ウッディ―シアター、脚本・演出：私オム）
- 実は素晴らしい家族ということを知ってほしい（福澤重文・宮下貴浩×劇作家 第二回公演、2018年11月21日 - 28日、新宿シアターモリエール、作・演出：矢島弘一） - 主演[23]
- 『Being at home with Claude～クロードと一緒に～』（2019年4月13日 - 28日、横浜赤レンガ倉庫一号館3Fホール、演出：田尾下哲）
- 東京マハロ「余白を埋める」（2019年5月2日 - 6日、東京芸術劇場シアターイースト、脚本・演出：矢島弘一）
- カルモプロデュース「boat」（2019年10月9日 - 14日、劇場MOMO、脚本・演出：ブラジリィー・アン・山田）
- とても親密な見知らぬ人（福澤重文・宮下貴浩×劇作家 第三回公演、2019年11月27日 - 12月4日、新宿シアターモリエール、脚本・演出：水野美紀） - 主演[24]
- 東京マハロ『君の名はレオナルド』（2020年3月19日 - 29日、赤坂レッドシアター、脚本・演出：矢島弘一）
- 東京マハロ『あの日わたしをはだかにして』（2022年4月6日 - 17日、東京芸術劇場シアターウエスト、脚本・演出：矢島弘一）
- 福澤重文プロデュース『ダイアナ』（2022年10月25日 - 30日、劇場HOPE、脚本・演出：ブラジリィー・アン・山田）
- プロペラ犬『僕だけが正常な世界』（2022年12月16日 - 25日、東京芸術劇場シアターウエスト、脚本・演出：水野美紀）
- 方南ぐみ 朗読劇『あたっくNo.1』（2023年2月4日、俳優座劇場、脚本・演出：樫田正剛）
- 東京マハロ『母も宇宙もフェミニストも』（2023年5月3日 - 14日、新宿シアタートップス、脚本・演出：矢島弘一）
- 『性年バイバイ。』（2023年10月4日 - 9日、中野ザ・ポケット、脚本・演出：久我真悟）
- 東京マハロ『貴子はそれを愛と呼ぶ』（2023年12月20日 - 24日、赤坂レッドシアター、脚本・演出：矢島弘一）[25]
- 東京マハロ リバイバル公演『実は素晴らしい家族ということを知ってほしい』（2024年3月6日 - 10日、下北沢シアター711、脚本・演出：矢島弘一）
- 東京マハロ『スープラに乗って』（2024年8月30日 - 9月8日、東京芸術劇場シアターウエスト、脚本・演出：矢島弘一）
- G3ユニット『おじさんの恋』（2025年3月26日 - 30日、サンモールスタジオ、脚本・演出：ブラジリィー・アン・山田）

### Vシネマ
- ミナミの帝王～賠償金の行方～（萩庭貞明監督）
- 任侠沈没（増本庄一郎監督）
- 荒らぶる侠（旭正嗣監督）
- 孤高の叫び（増本庄一郎監督） - 宮之阪（中華料理の常連客） 役
- 制覇 第18話・第19話（港雄二監督） - 仲本恒夫（仲本組幹部） 役
- 日本統一 第42話 - 第44話（辻裕之監督） - 牧原勝（中森組若頭） 役

### バラエティー
- サンデーFU（1998年 - 1999年、KBS京都） - レギュラーレポーター
- 三つのたまご（2007年 - 2009年、NHK） - レギュラーレポーター
- 有田P おもてなす（NHK）
  - （2019年4月） - 水野美紀についてコメント
  - （2019年10月・2020年2月） - コントコーナー
- 水野美紀の映画生活（2016年9月、読売テレビ） - レギュラー

### 玩具
- 王様戦隊キングオージャー MEMORIALIZE DATA CARD ドゥーガ&ボシマール、カーラス・デハーン&イロキ セット（2025年3月18日）